# Bertrando de Risnel
Bertrando de Risnel (França, floruit 1113–1134) foi um cavaleiro medieval de origem francesa, que veio para Espanha como Cavaleiro Cruzado a fim de participar na Reconquista Cristã tendo sido tenente em Carrión de los Condes.

## Relações familiares
Foi casado com Elvira Peres de Lara (c. 1112 - depois de 1174), filha ilegítima de Pedro Gonçalves de Lara e da rainha Urraca, de quem não teve descendência.